# Sophronica diversepunctata
Sophronica diversepunctata är en skalbaggsart som beskrevs av Stefan von Breuning 1956. Sophronica diversepunctata ingår i släktet Sophronica och familjen långhorningar. Inga underarter finns listade i Catalogue of Life.